# Australotachina calliphoroides
Australotachina calliphoroides là một loài ruồi trong họ Tachinidae.